# Tetramesa persica
Tetramesa persica is een vliesvleugelig insect uit de familie Eurytomidae. De wetenschappelijke naam is voor het eerst geldig gepubliceerd in 1921 door Hedicke.